# Naotsete Corona
Naotsete Corona est une corona, formation géologique en forme de couronne, située sur la planète Vénus par -58,3° S et 249,5° E. Elle est localisée dans le quadrangle de Godiva. Elle a été nommée en référence à Naotsete, déesse ancêtre du peuple Keresan, mère de tous les étrangers (ceux qui ne sont pas Keresan). 

## Géographie et géologie
Naotsete Corona couvre une surface circulaire d'environ 200 km de diamètre. 